# Citharognathus
Citharognathus is een zeldzaam spinnengeslacht uit de familie der vogelspinnen (Theraphosidae). Dit geslacht treft men aan in China. De lichaamslengte bedraagt ongeveer 4 tot 5 cm.

## Soorten
De volgende soorten zijn bij het geslacht ingedeeld:
- Citharognathus hosei Pocock, 1895
- Citharognathus tongmianensis Zhu, Li & Song, 2002